# Darren Stewart
Darren Stewart (Londres, 30 de dezembro de 1990) é um lutador de artes marciais mistas inglês. Compete no Ultimate Fighting Championship (UFC) na categoria de peso médio.

## Início
Stewart nasceu em Poplar, um bairro de Londres. Seu pai é jamaicano e sua mãe nasceu em São Vicente e Granadinas. Incentivado por sua mãe, Stewart começou a treinar MMA aos 13 anos de idade no intuito de aprender a se defender devido à alta taxa de crime em Londres na época. Seu amigo Regan Lawrence treinava na MMA Clinic e o convidou para uma aula.

## Vida Pessoal
Stewart atualmente vive em Londres com sua noiva Katherine, que é equatoriana, e seus dois filhos, Marlon e Tyler.

## Carreira no MMA

### Ultimate Fighting Championship
Stewart fez sua estreia no UFC em 17 de setembro de 2016 no UFC Fight Night: Bader vs. Nogueira 2 contra Francimar Barroso. Stewart foi originalmente declarado vencedor por nocaute técnico. Entretanto, a decisão foi mudada pela Comissão Atlética Brasileira de MMA (CABMMA) após um apelo de Barroso. A mudança foi aceita devido a uma cabeçada accidental de Stewart que atingiu Barroso logo antes de ser nocauteado. A luta foi declarada um No Contest (Sem Resultado).
A revanche contra Francimar Barroso foi marcada para o dia 18 de março de 2017 no UFC Fight Night: Manuwa vs. Anderson. Stewart perdeu a luta por decisão unânime.
Após perder para Barroso em março de 207, Stewart anunciou que iria competir na divisão dos médios.
Stewart enfrentou Karl Roberson em 11 de novembro de 2017 no UFC Fight Night: Poirier vs. Pettis. Ele perdeu por finalização no primeiro round.
Stewart enfrentou Julian Marquez em 16 de dezembro de 2017 no UFC on Fox: Lawler vs. dos Anjos. Ele perdeu por finalização no segundo round.
Stewart enfrentou Eric Spicely em 27 de maio de 2018 no UFC Fight Night: Thompson vs. Till. Ele venceu por nocaute técnico no segundo round.
Stewart enfrentou Charles Byrd em 8 de setembro de 2018 no UFC 228: Woodley vs. Till. Ele venceu a luta por nocaute técnico.
Stewart enfrentou o então estreante Edmen Shahbazyan em 30 de novembro de 2018 no The Ultimate Fighter 28 Finale. Ele perdeu por decisão dividida.
Stewart enfrentou Bevon Lewis em 8 de junho de 2018 no UFC 238: Cejudo vs. Moraes. Ele venceu por decisão unânime.
Stewart enfrentou Deron Winn em 18 de outubro de 2019 no UFC on ESPN: Reyes vs. Weidman. Ele venceu a luta por decisão unânime.
Stewart era esperado para enfrentar Marvin Vettori em 21 de março de 2020 no UFC Fight Night: Woodley vs. Edwards. Devido à pandemia do COVID-19, a luta foi realocada para o Cage Warriors 113 onde ele enfrentou Bartosz Fabiński. Stewart perdeu por decisão unânime.
Stewart é esperado para enfrentar Maki Pitolo em 8 de agosto de 2020 no UFC Fight Night: Lewis vs. Oleinik.

## Cartel no MMA
| Cartel no MMA   |             |            |
| 21 lutas        | 12 vitórias | 7 derrotas |
| Por nocaute     | 7           | 0          |
| Por finalização | 1           | 2          |
| Por decisão     | 4           | 5          |
| No contest      | 2           | 2          |

| Res.    | Cartel   | Oponente            | Método                                | Evento                                     | Data       | Round | Tempo | Local                 | Notas |
| ------- | -------- | ------------------- | ------------------------------------- | ------------------------------------------ | ---------- | ----- | ----- | --------------------- | --- |
| Derrota | 12-7 (2) | Eryk Anders         | Decisão (unânime)                     | UFC 263: Adesanya vs. Vettori              | 12/06/2021 | 3     | 5:00  | Glendale, Arizona     | |
| NC      | 12-6 (2) | Eryk Anders         | Sem Resultado (Joelhada ilegal)       | UFC Fight Night: Edwards vs. Muhammad      | 13/03/2021 | 1     | 4:37  | Las Vegas, Nevada     | Anders acertou uma joelhada ilegal.                                                                       |
| Derrota | 12-6 (1) | Kevin Holland       | Decisão (dividida)                    | UFC Fight Night: Covington vs. Woodley     | 19/09/2020 | 3     | 5:00  | Las Vegas, Nevada     | |
| Vitória | 12-5 (1) | Maki Pitolo         | Finalização (guilhotina)              | UFC Fight Night: Lewis vs. Oleinik         | 08/08/2020 | 1     | 3:41  | Las Vegas, Nevada     | Performance da Noite.                                                                                     |
| Derrota | 11–5 (1) | Bartosz Fabiński    | Decisão (unânime)                     | Cage Warriors 113                          | 20/03/2020 | 3     | 5:00  | Manchester            | |
| Vitória | 11–4 (1) | Deron Winn          | Decisão (dividida)                    | UFC on ESPN: Reyes vs. Weidman             | 18/10/2010 | 3     | 5:00  | Boston, Massachusetts | |
| Vitória | 10–4 (1) | Bevon Lewis         | Decisão (unânime)                     | UFC 238: Cejudo vs. Moraes                 | 08/06/2019 | 3     | 5:00  | Chicago, Illinois     | |
| Derrota | 9–4 (1)  | Edmen Shahbazyan    | Decisão (dividida)                    | The Ultimate Fighter: Heavy Hitters Finale | 30/11/2018 | 3     | 5:00  | Las Vegas, Nevada     | |
| Vitória | 9–3 (1)  | Charles Byrd        | Nocaute técnico (socos e cotoveladas) | UFC 228: Woodley vs. Till                  | 08/09/2018 | 2     | 2:17  | Dallas, Texas         | |
| Vitória | 8–3 (1)  | Eric Spicely        | Nocaute técnico (socos)               | UFC Fight Night: Thompson vs. Till         | 27/05/2018 | 2     | 1:47  | Liverpool             | Performance da Noite.                                                                                     |
| Derrota | 7–3 (1)  | Julian Marquez      | Finalização (guilhotina)              | UFC on Fox: Lawler vs. dos Anjos           | 16/12/2017 | 2     | 2:42  | Winnipeg, Manitoba    | Luta da Noite.                                                                                            |
| Derrota | 7–2 (1)  | Karl Roberson       | Finalização (mata-leão)               | UFC Fight Night: Poirier vs. Pettis        | 11/11/2017 | 1     | 3:41  | Norfolk, Virginia     | Estreia nos Médios.                                                                                       |
| Derrota | 7–1 (1)  | Francimar Barroso   | Decisão (unânime)                     | UFC Fight Night: Manuwa vs. Anderson       | 18/03/2017 | 3     | 5:00  | Londres               | |
| NC      | 7–0 (1)  | Francimar Barroso   | Sem Resultado (mudado)                | UFC Fight Night: Bader vs. Nogueira 2      | 19/11/2016 | 1     | 1:34  | São Paulo             | Originalmente vitória por nocaute técnico de Stewart; mudado pela CABMMA devido a uma cabeçada acidental. |
| Vitória | 7–0      | Boubacar Balde      | Nocaute técnico (socos)               | Cage Warriors 77                           | 08/07/2016 | 3     | 1:28  | Londres               | |
| Vitória | 6–0      | James Hurrell       | Nocaute técnico (socos)               | Cage Warriors 75                           | 15/04/2016 | 1     | 0:37  | Londres               | |
| Vitória | 5–0      | Grégory Pierre      | Decisão (unânime)                     | Killacam Fight Night 9                     | 12/12/2015 | 3     | 5:00  | Kent                  | Defendeu o Cinturão Meio-Pesado do KFN.                                                                   |
| Vitória | 4–0      | Carl Kinslow        | Nocaute (joelhada)                    | Killacam Fight Night 8                     | 04/07/2015 | 1     | 4:56  | Kent                  | Ganhou o Cinturão Meio-Pesado do KFN.                                                                     |
| Vitória | 3–0      | Lloyd Clarkson      | Decisão (unânime)                     | Warrior Fight Series 3                     | 23/05/2015 | 3     | 5:00  | Londres               | |
| Vitória | 2–0      | Pelu Adetola        | Nocaute técnico (joelhadas)           | Cage Warriors 74                           | 15/11/2014 | 1     | 2:24  | Londres               | |
| Vitória | 1–0      | Michael Revenscroft | Nocaute técnico (cotoveladas)         | Cage Warriors 69                           | 07/06/2014 | 1     | 1:23  | Londres               | Estreia nos Meio-Pesados.                                                                                 |